# Николенко, Геннадий Борисович
Генна́дий Бори́сович Николе́нко (укр. Геннадій Борисович Ніколенко; род. 18 августа 1968, пгт Казанка, Казанковский район, Николаевская область, СССР) — украинский политический деятель. Председатель Николаевской областной государственной администрации с 20 января по 22 февраля 2014 года.

## Биография
Родился в пгт Казанка (Николаевская область) 13 августа 1968 года. С 1985 по 1992 годы учился в Николаевском педагогическом институте. Получил квалификацию учителя истории и права. С 2000 по 2003 годы учился в Одесском региональном институте государственного управления при Президенте Украины, где получил квалификацию магистра государственного управления.

## Политическая деятельность
Трудовую деятельность начал в июле 1992 года в Казанковском райсовете, где по сентябрь 1994 года работал старшим консультантом. С сентября 1994 по июнь 2000 года работал заведующим организационно-контрольного отдела Казанковского райисполкома. С июня 2000 года — начальником управления по вопросам внутренней политики, заместителем председателя Казанковской райгосадминистрации.
В сентябре 2000 года перешёл работать в Николаевскую облгосадминистрацию на должность заместителя председателя, руководителя аппарата. С апреля 2010 года — первый заместитель председателя Николаевской облгосадминистрации по вопросам экономики, финансов, промышленности, строительства, транспорта и жилищно-коммунального хозяйства. Депутат Николаевского облсовета от Партии регионов.
20 января 2014 года Указом Президент Украины № 26/2014 был назначен главой Николаевской облгосадминистрации, но уже 22 февраля того же года сложил свои полномочия и вышел из фракции Партии регионов в Николаевском областном совете.

## Награды и звания
Награждён орденом «За заслуги» III степени.